# Dani evropske baštine – Bač (konferencija)
Dani evropske baštine – Bač (konferencija) u organizaciji kompanije Color Media Communications i Turističke organizacije Opštine Bač održava se u sklopu Dana evropske baštine tokom kojih se svake jeseni, tokom septembra, predstavlja kulturno nasleđe kao zajednička baština evropskih naroda.

## Cilj konferencije
Konferencija se organizuje sa ciljem promocije kulturnih dobara i znamenitosti Bača sa akcentom na održivost turizma i pronalaženje rešenja kako da se istorijska baština opštine Bač staviti u funkciju savremenog turizma. Manifestacija se u Srbiji održava svake godine od 2002, dok se u samom Baču održava od 2003. godine i predstavlja praznik kulture i turizma. Tokom manifestacije se organizuje bogat kulturno-umetnički program kao i razgledanje spomenika kulture u opštini Bač, a od 2018. godine i istoimena konferencija. Godine 2020. konferencija je, usled pandemije virusa korona, realizovana elektronskim putem.
Tema konferencije i celokupne manifestacije 2021. godine bila je „Kulturno nasleđe za sve“ (Nasleđe: All Inclusive), koja je predložena kao zajednička tema na evropskom nivou. Tema je simbolično ukazivala na potrebu za razvijanjem i širenjem sadržaja koji se nudi posetiocima, kako bi se povećalo učešće tradicionalno nedovoljno zastupljenih i marginalizovanih grupa u prezentaciji i interpretaciji kulturnog nasleđa.

## Dani evropske baštine - Dani Bača
Manifestaciju Dani evropske baštine u Baču, osim konferencije, tradicionalno prate i promocije knjiga, projekcije filmova, pozorišne predstave, viteške radionice, defile učesnika centrom Bača do Tvrđave, muzičko-zabavni program, radionice kulturno-umetničkih društava iz Bača i okoline, likovna kolonija, etno pijaca, ali i memorijalni turniri u fudbalu, odbojci i šahu.
Sve aktivnosti koncipirane su sa ciljem promocije istorijske baštine opštine Bač i održavaju se na istorijski značajnim i turistički atraktvnim lokacijama kao što su Tvrđava u Baču, Franjevački samostan, šokačka Didina etno kuća, Kalvarija, Tursko kupatilo i druge.

## Food Talk na Danima Bača
2016. godine u sklopu manifestacije održana je i panel diskusija Food Talk „Misli globalno-jedi lokalno” sa ciljem promovisanja tradicionalnih jela i specijaliteta nacionalnih manjina koji žive i borave na ovim prostorima.